# کارل ششم

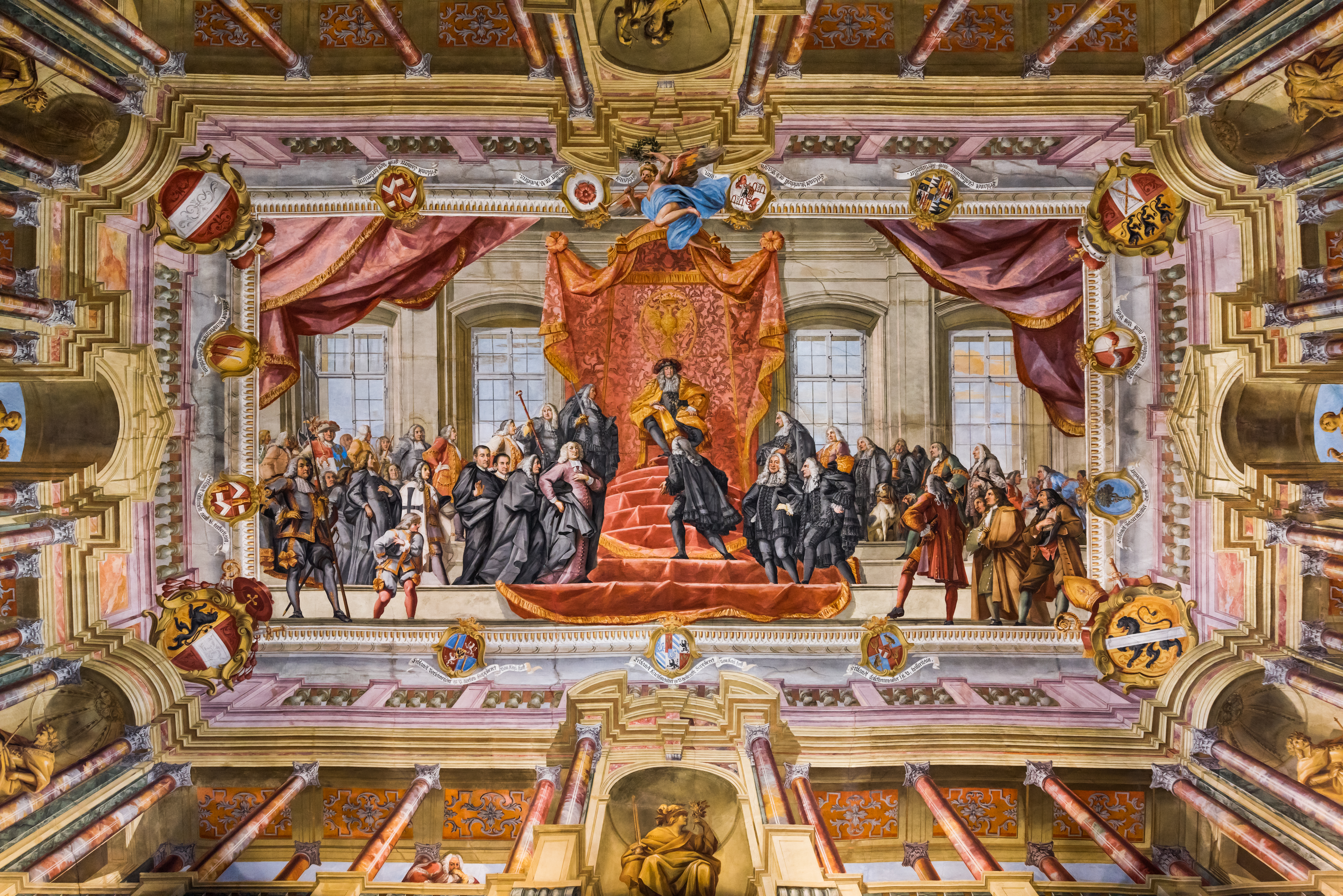
نگاره‌ای از نقاشی سقفی در تالار بزرگ نشان‌ها در لندهاوس، اثر یوزف فردیناند فرومیلر. فرسکو، ادای احترام اشراف کارینتیا به کارل ششم، امپراتور مقدس روم را نشان می‌دهد.

کارل ششم(به آلمانی: Karl VI) (زادهٔ ۱ اکتبر ۱۶۸۵ ـ درگذشته ۲۰ اکتبر ۱۷۴۰) امپراتور مقدس روم، پادشاه بوهم، مجارستان (با عنوان کاروی سوم(به مجاری: III. Károly))، کرواسی و آرشیدوک اتریش بود.
او پسر امپراتور لئوپولد یکم بود. در ۱۷۱۱ پس از مرگ برادر بزرگترش یوزف یکم جانشین او شد.
کوشش‌های او برای دستیابی به مسند پادشاهی اسپانیا در جنگ جانشینی اسپانیا ناکام ماند.
وی از آنجا که جانشین مذکری نداشت، توانست سران دولت‌های اروپایی را راضی به پذیرش ضامن اجرای عملی (مصوب ۱۷۱۳) نماید که طی آن جانشینی دخترش ماریا ترزا را بر اتریش تضمین می‌نمود.